# ナンシー・ベイリー
ナンシー・ベイリー (Nancy Bailey, 1863年 – 1913年1月25日) は、イギリスの索引家で、ロンドンの彼女の事務所での仕事を通じて専門職としての索引家、特に女性索引家の発展に尽くした先駆者であった。彼女は『ハンサード』と呼ばれる国会議事録、『タイムズ紙』、そして週刊誌『ピアソンズ・ウィークリー』の公式索引家であった。

## 幼少期
ナンシー・ベイリー (通称はNancie Baily) は1863年にシュロップシャー州ドーリーで、ロバートとスザンナ・ベイリーの5人の子どもの4番目にイーディス・アリス・ベイリーとして生まれた。生まれてすぐに父親が破産し、1867年に亡くなり、一家は現在テルフォードと呼ばれる村へ引っ越した。彼女と姉妹たちはお針子の見習いとなり、1881年からランカシャーのプレストンにある、エドワード・ネイの洋装店で住み込みの仕立師として働いた。1882年か1883年ころにロンドンへ移り、そのころからナンシーという名前を好んで使うようになった。

## 経歴
ベイリーは作家になるという夢を持っていたが、経済的理由でその他の様々な仕事に就かざるを得ず、最終的にロンドンの紋章院の仕事をするようになり、そこで遺言状の抄録を作成していた。1885年から1886年ころ初めて索引の仕事をやったが、それはマーカス・ボーン・ヒューシュ著『芸術年鑑』の索引を作るものだった。このことで彼女は索引作成のこつに対する興味を持ち、実現可能な専門家としてやっていくきっかけになった。
彼女は1888年に印刷業者トーマス・カーソン・ハンサードの息子と出会い、『ハンサード国会議事録』の索引作成に誘われた。1888年から1891年までこの索引作成を行い、議事録はロイター社が引き継ぐことになった。
ベイリーはロンドンに自分の索引事務所を開設することにし、最初はウェストミンスター寺院の「詩人のコーナー」近くに住みそこで働いた。1892年10月15日、『イングリッシュウーマンズ・レビュー』誌に、ミス・ベイリーがベッドフォート・スクウェアに「索引ならなんでも引き受ける」事務所を開設した、という広告が載った。同時期の索引家メアリー・ピーターブリッジが1895年に事務所を開設し、「専門的索引作成」と秘書業務を請け負ったのに対し、ベイリーは索引作成だけに専念していた。彼女の顧客には、首相官邸、下院ライブラリアン、大英博物館印刷本管理担当者リチャード・ガーネットなどがいた。
彼女はタブロイド判『ピアソンズ・ウィークリー』誌の索引作成のポストを得、まもなくそのために事務所で助手を採用するようになった。1893年、『ハンサード』の公式索引家に再任され、1901年まで続けた。1896年には『ハンサード』の1830年から1890年までの遡及索引編纂を担当し、1903年に4巻の索引を一人で仕上げた。
1893年、イギリスの婦人参政権論者でジャーナリストのマーガレット・ベイトソンが『クイーン・マガジン』誌の「専門職について語る女性専門家」シリーズのために、ベイリーに索引についてインタビューした。
彼女はまた1893年に『レディス・ホーム・ジャーナル』誌のためにアメリカのジャーナリスト、メアリー・テンプル・ベイヤードのインタビューを受けた。この1894年の号には、新聞編集者ウィリアム・トーマス・ステッドから『ハンサード』の索引に対するベイリーの「高貴なサービス」についての祝福と感謝の手紙が引用されている。
1897年、彼女はアールズ・コートで行われたウォリック伯爵夫人デイジー・グレヴィル主催の女性教育会議で、ビジネスにおける女性の訓練について発表した。ベイリーはそれまでに40人の女性を指導していた。彼女のスピーチは会議録の中に掲載され1898年に出版されたが、ベイリー索引事務所作成の索引付であった。

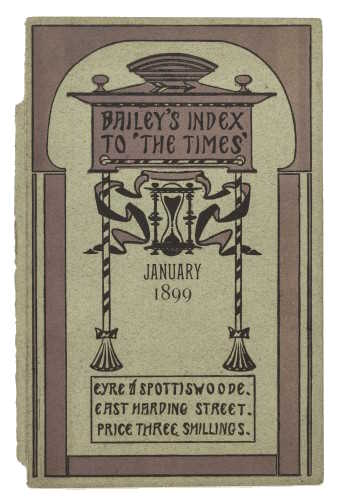
ナンシー・ベイリーの『「タイムズ」索引』の表紙、1899年発行

1898年、ベイリーはエア・アンド・スポティスウッド社から『タイムズ』紙の月刊索引編纂に誘われた。これはサミュエル・パーマー社が1868年から季刊で出版している索引に対抗するものだった。『ベイリーのタイムズ索引』は1899年から1901年まで出版された。表紙デザインはアーサー・ヘイゲイト・マックムードによるもので、ペルメル・ガゼット紙で賞賛された。
1900年までに、ベイリーの索引事業は拡大し、事務所もウェストミンスターのグレート・カレッジ通り5番地から最終的にリトル・カレッジ通り12番地に移った。索引事務所の契約者は、『The Artist』『Gentlewoman』『Journal of Finance』『The Ladies' Field』『Liberal Magazine』『Morning Leader』『Truth』などであった。彼女は毎年8人から10人の女性を指導し、年間の指導料は20ポンドだった。1902年までに70人の女性を指導したが、そこにはエディス・メイ・ヘイレットや作家のコンスタンス・M・フットが含まれていた。

## 晩年
ベイリーは結婚せず子どももいなかった。1900年ころからウェストミンスターのマンションに住んでいた。彼女が最後に作成したのは、1912年に出版されたフレデリック・ブラッドベリの『A History of Old Sheffield Plate』の索引と考えられる。1912年に癌と診断され、エセックス州ウィッカム・ビショップズにある友人アーサー・ヘイゲイト・マックムードの別荘に移った。彼女はその地で1913年1月25日に没した。

## 遺産
ベイリーは女性の職業としての索引家の活躍を象徴する先駆者だった。アメリカの新聞は彼女を「英国全土をリードする索引家」「英国の卓越した女性索引家」と評した。ウィリアム・トーマス・ステッドの言葉を借りれば彼女は「女性の仕事の能力を証明した」ことで感謝され、彼は「あなたが女性のために獲得した重要なポスト」を認めている。
デニス・ダンカンの近著『索引 〜の歴史』でナンシー・ベイリーはメアリー・ピーターブリッジと共に、索引事業がこの専門職の歴史と女性の優位性の歴史の中で重要な役割を果たし、索引家協会のような近代の索引団体が土台を固めるのに貢献した、と賞賛された。

## 著作
'Indexing: a profession for women' in Progress in women's education in the British Empire (ed. Countess of Warwick, book of conference proceedings)